# بنكون
بنكون (بالألمانية: Penkun) هي بلدة ألمانية تقع في ألمانيا في مكلنبورغ فوربومرن. يقدر عدد سكانها بـ 2,065 نسمة .